# Lista siturilor arheologice din județul Timiș - H
Lista siturilor arheologice din județul Timiș - H conține toate siturile arheologice din județul Timiș înscrise în Repertoriul Arheologic Național (RAN) și aflate în localități al căror nume începe cu litera H. RAN este administrat de Ministerul Culturii și Patrimoniului Național și cuprinde date științifice, cartografice, topografice, imagini și planuri, precum și orice alte informații privitoare la zonele cu potențial arheologic, studiate sau nu, încă existente sau dispărute.
Puteți căuta un sit din localitățile care încep cu litera H folosind formularul de mai jos sau puteți naviga prin toate siturile din județ la Lista siturilor arheologice din județul Timiș.
| Cod RAN                                   | Denumire | Localitate                                    | Adresă                                     | Datare                            | Descoperit | Coordonate                                    | Imagine           | Erori            |
| ----------------------------------------- | --- | --------------------------------------------- | ------------------------------------------ | --------------------------------- | ---------- | --------------------------------------------- | ----------------- | ---------------- |
| 158341.01.01 (Cod LMI: TM-I-s-A-06062)    | Așezarea fortificată de la Herneacova - Cetate / ansamblu anonim (Categorie: locuire civilă) (Tip: Așezare fortificată)                          | sat Herneacova, oraș Recaș                    | Cetate                                     | mil. I a. Chr.                    |            | 45°53′02″N 21°29′56″E / 45.88389°N 21.49889°E | Încărcați imagine | Raportați eroare |
| 158555.01.01 (Cod LMI: TM-I-m-B-06063.02) | Situl arheologic de la Hodoni - La Pocioroane / ansamblu anonim (Categorie: locuire) (Tip: Așezare deschisă)                                     | sat Hodoni, comuna Satchinez                  | La Pocioroane                              | Vinča și Tisa - C mil. III a.Chr. |            | 45°53′48″N 21°05′32″E / 45.89667°N 21.09222°E | Încărcați imagine | Raportați eroare |
| 158555.01.03 (Cod LMI: TM-I-m-B-06063.01) | Situl arheologic de la Hodoni - La Pocioroane / ansamblu anonim (Categorie: locuire) (Tip: Necropolă)                                            | sat Hodoni, comuna Satchinez                  | La Pocioroane                              | sec. XI - XII p.Chr.              |            | 45°53′48″N 21°05′32″E / 45.89667°N 21.09222°E | Încărcați imagine | Raportați eroare |
| 158555.01.02 (Cod LMI: TM-I-s-B-06063)    | Situl arheologic de la Hodoni - La Pocioroane / ansamblu anonim (Categorie: locuire) (Tip: Așezare deschisă)                                     | sat Hodoni, comuna Satchinez                  | La Pocioroane                              |                                   |            | 45°53′48″N 21°05′32″E / 45.89667°N 21.09222°E | Încărcați imagine | Raportați eroare |
| 158555.02.02 (Cod LMI: TM-I-s-B-06064)    | Situl arheologic de la Hodoni - Pustă / ansamblu anonim (Categorie: locuire) (Tip: Așezare deschisă și fortificație liniară de pământ (?))       | sat Hodoni, comuna Satchinez                  | Pustă                                      |                                   |            | 45°54′53″N 21°05′04″E / 45.91472°N 21.08444°E | Încărcați imagine | Raportați eroare |
| 158555.02.01 (Cod LMI: TM-I-s-B-06064)    | Situl arheologic de la Hodoni - Pustă / ansamblu anonim (Categorie: locuire) (Tip: Așezare fortificată)                                          | sat Hodoni, comuna Satchinez                  | Pustă                                      |                                   |            | 45°54′53″N 21°05′04″E / 45.91472°N 21.08444°E | Încărcați imagine | Raportați eroare |
| 158555.03.01                              | Așezarea neolitică de la Hodoni / ansamblu anonim (Categorie: locuire civilă) (Tip: Așezare)                                                     | sat Hodoni, comuna Satchinez                  |                                            |                                   |            |                                               | Încărcați imagine | Raportați eroare |
| 158341.02.01                              | Așezarea post-romană de la Herneacova-"Fântâna rece" / ansamblu anonim (Categorie: locuire) (Tip: așezare deschisă)                              | sat Herneacova, oraș Recaș                    | Fântâna rece                               |                                   |            | 45°51′08″N 21°28′53″E / 45.85222°N 21.48139°E | Încărcați imagine | Raportați eroare |
| 159277.01.01                              | Așezarea hallstattiana de la Herndești / ansamblu anonim (Categorie: locuire) (Tip: Așezare)                                                     | sat Herendești, comuna Victor Vlad Delamarina |                                            |                                   |            |                                               | Încărcați imagine | Raportați eroare |
| 159277.02.01                              | Situl arheologic de la Herendești / ansamblu anonim (Categorie: locuire) (Tip: Locuire)                                                          | sat Herendești, comuna Victor Vlad Delamarina |                                            |                                   |            |                                               | Încărcați imagine | Raportați eroare |
| 159277.03.01                              | Movila de epocă necunoscută de la Herendești-Gomila / ansamblu anonim (Categorie: tumul) (Tip: Tumul)                                            | sat Herendești, comuna Victor Vlad Delamarina | Gomila                                     |                                   |            |                                               | Încărcați imagine | Raportați eroare |
| 158341.03.01                              | Fortificația de epoca fierului de la Herneacova-Între Salcâmi / ansamblu anonim (Categorie: fortificație) (Tip: Fortificație)                    | sat Herneacova, oraș Recaș                    | Între Salcâmi                              | mil I î.Chr.                      |            |                                               | Încărcați imagine | Raportați eroare |
| 158341.04.01                              | Așezarea daco-romană de la Herneacova-Izvorul Rece / ansamblu anonim (Categorie: locuire) (Tip: așezare)                                         | sat Herneacova, oraș Recaș                    | Izvorul Rece                               | daco-romană sec.III-IV d.Chr.     |            |                                               | Încărcați imagine | Raportați eroare |
| 158298.01.01                              | Grupul de movile de epocă neprecizată de la Hitiaș-La Gomilă, Cenevâr, Comoara / ansamblu anonim (Categorie: descoperire funerară) (Tip: movilă) | sat Hitiaș, comuna Racovița                   | La Gomilă, Cenevâr, Comoara (sau Grădiște) |                                   |            |                                               | Încărcați imagine | Raportați eroare |
| 158555.04.01                              | Așezarea de epocă daco-romană de la Hodoni-Valea Gura Tomașului / ansamblu anonim (Categorie: locuire) (Tip: așezare)                            | sat Hodoni, comuna Satchinez                  | Valea Gura Tomașului                       | sec.II-IV d.Chr                   |            |                                               | Încărcați imagine | Raportați eroare |
| 158555.05.01                              | Așezarea medievală de la Hodoni-Curtea Domnească / ansamblu anonim (Categorie: locuire) (Tip: așezare)                                           | sat Hodoni, comuna Satchinez                  | Curtea Domnească                           | sec.XVII-XVIII                    |            |                                               | Încărcați imagine | Raportați eroare |
| 156641.01.01                              | Așezarea de epoca migrațiilor de la Hodoș / ansamblu anonim (Categorie: locuire) (Tip: așezare)                                                  | sat Hodoș, comuna Darova                      |                                            |                                   |            |                                               | Încărcați imagine | Raportați eroare |
| 156614.01.01                              | Așezarea neolitică de la Homojdia-La Ivănanțu / ansamblu anonim (Categorie: locuire) (Tip: așezare)                                              | sat Homojdia, comuna Curtea                   | La Ivănanțu                                | Vinča                             |            |                                               | Încărcați imagine | Raportați eroare |
| 159286.01.01                              | Așezarea neolitică de la Honorici-Cremenitor / ansamblu anonim (Categorie: locuire) (Tip: așezare)                                               | sat Honorici, comuna Victor Vlad Delamarina   | Cremenitor                                 |                                   |            |                                               | Încărcați imagine | Raportați eroare |